# Promenade Jeanne-Moreau
La promenade Jeanne-Moreau est une voie située dans le quartier de la Villette du 19e arrondissement de Paris, en France.

## Situation et accès
La voie longe le bassin de la Villette du côté du quai de la Seine.

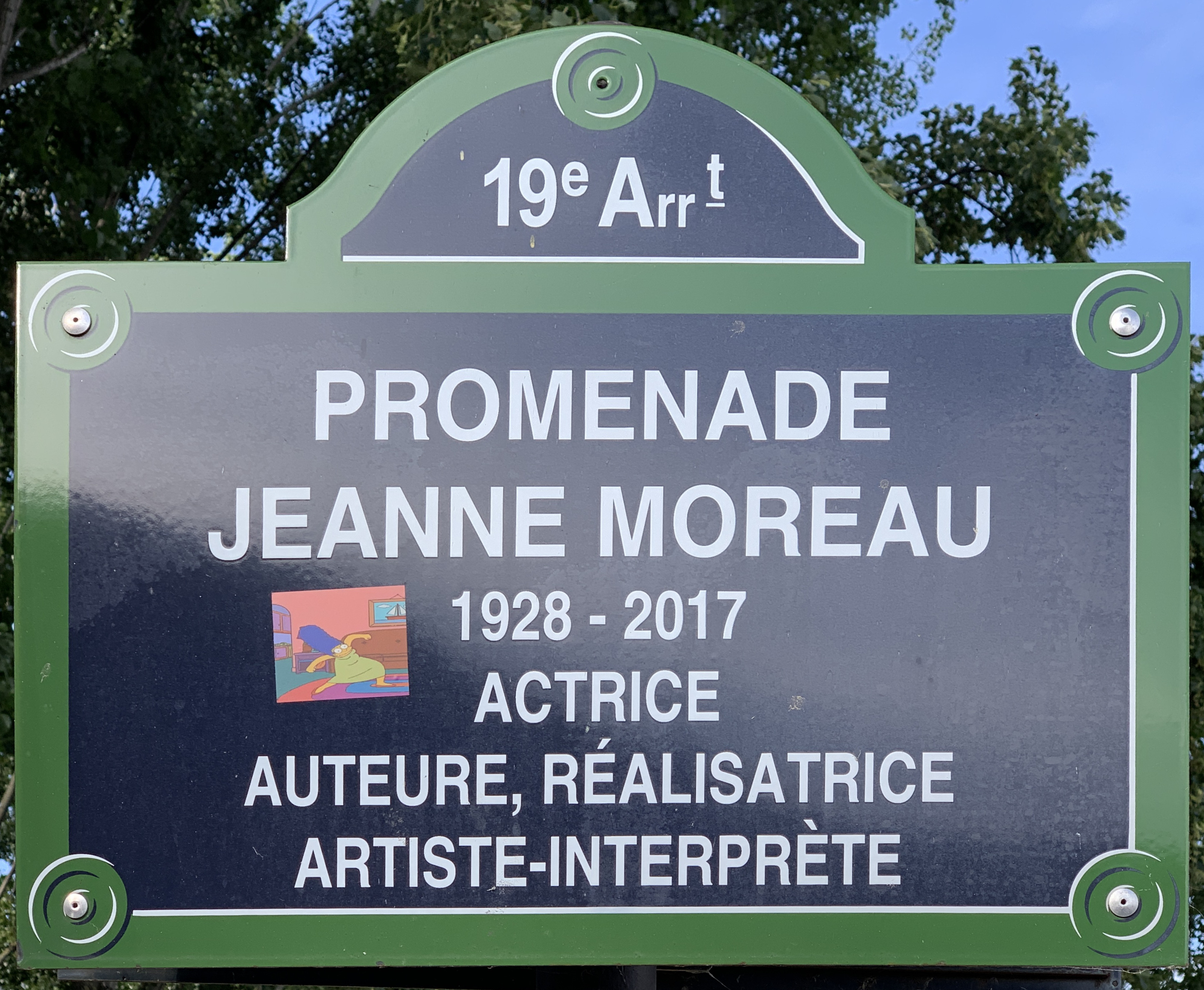
Plaque de la voie.

Elle est desservie par les lignes 2, 5 et 7 à la station Stalingrad.
Elle jouxte la promenade Signoret-Montand.

## Origine du nom
Elle rend hommage à l'actrice française Jeanne Moreau (1928-2017).

## Historique
Cette voie prend sa dénomination actuelle par un arrêté municipal en mars 2019.

## Bâtiments remarquables et lieux de mémoire
- Le bassin de la Villette.
- La promenade aboutit au MK2 Quai de Seine.